# 岩户景气
岩戶景氣（日语：／ Iwato-keiki */?），是指1958年（昭和33年）7月至1961年（昭和36年）12月间，第二次世界大戰後的第二次日本經濟發展高潮。出現是日本經濟高度成長的開始，日本大量生產汽車、電視及半導體收音機等家用電器，鋼鐵取代紡織品成為主要出口物資。

## 注解

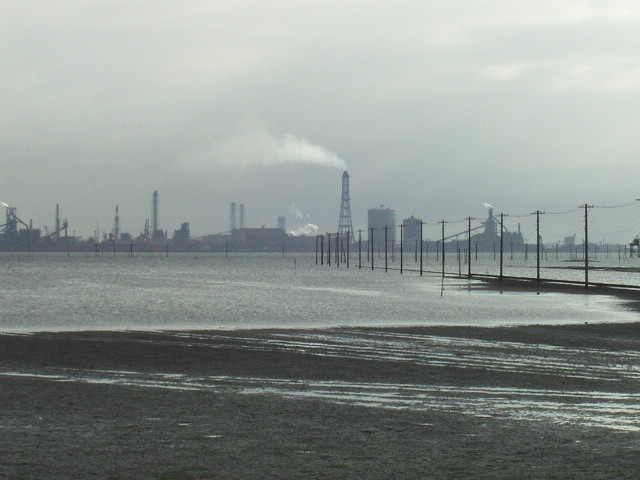
新日本製鐵位於千葉縣的煉鋼廠（日本製鐵東日本製鐵所），當時日本礦金屬相關業達到單年25%的成長

1. ↑  这是借用天照大神的传说中有关“天岩户”的“岩户”二字，形容1958年7月至1961年12月共42个月的长期经济繁荣。这个称呼来源于日本的神话故事，说的是远古时代成千上万的神仙在太空聚会，当祭典结束时，诸神终于将天门（由岩石砌成，称“岩户”）推开，里面的天照大神下降人间，从此开创了日本国。[1]